# Hongkong na Mistrzostwach Świata w Lekkoatletyce 2023
Hongkong na Mistrzostwach Świata w Lekkoatletyce 2023 – reprezentacja Hongkongu podczas mistrzostw świata w Budapeszcie liczyła jednego zawodnika.

## Skład reprezentacji

### Mężczyźni
| Zawodnik      | Konkurencja | Kwalifikacje | Kwalifikacje | Finał | Finał   | Źródło      |
| Zawodnik      | Konkurencja | Wynik        | Pozycja      | Wynik | Pozycja | Źródło      |
| ------------- | ----------- | ------------ | ------------ | ----- | ------- | ----------- |
| Chan Ming Tai | skok w dal  | 7,60         | 27.          | NQ    | NQ      | [ 1 ] [ 2 ] |